# Iginio Straffi

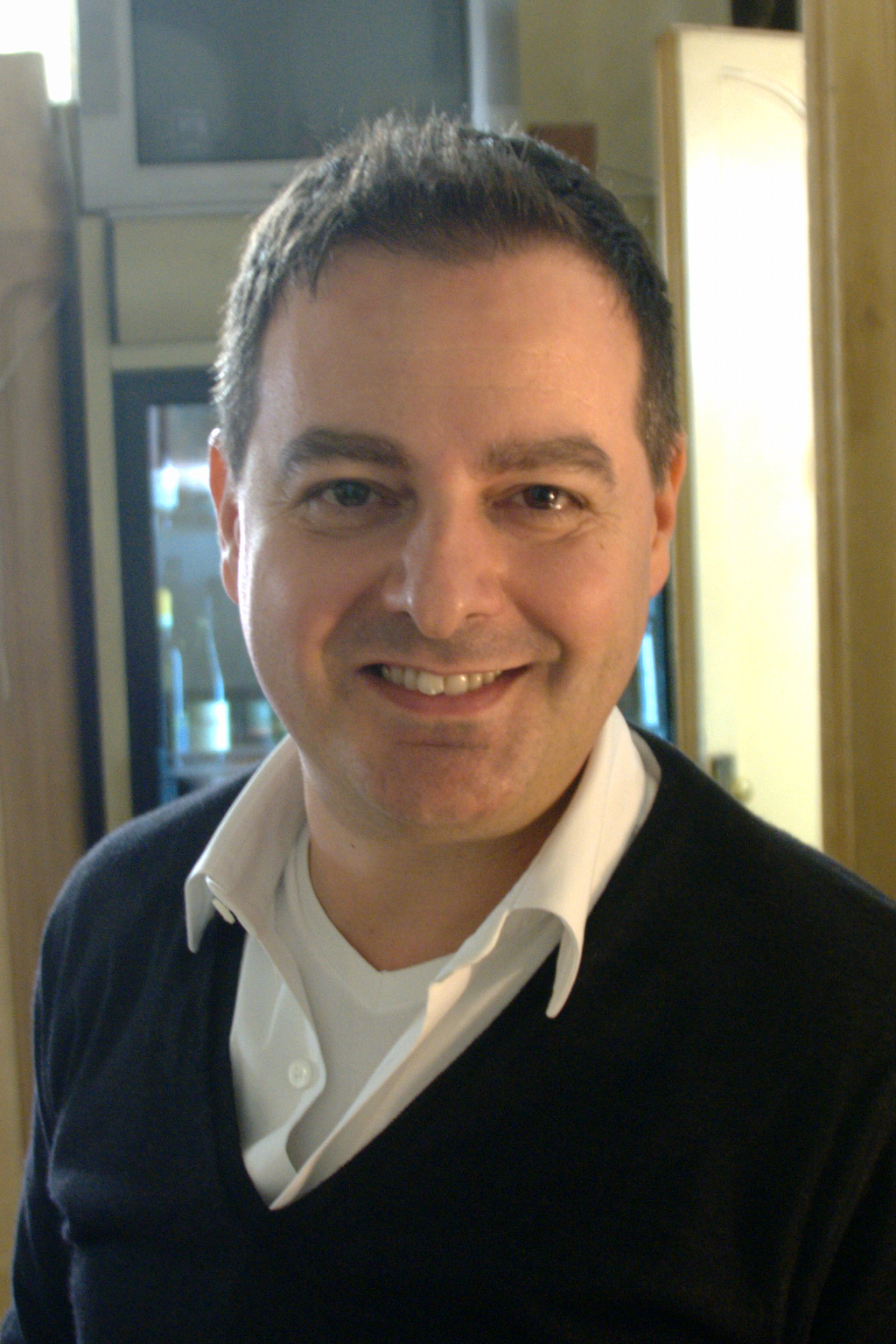
Iginio Straffi

Iginio Straffi (* 30. Mai 1965 in Gualdo, Marken) ist ein italienischer Filmregisseur und -produzent, Animator, Illustrator und Schriftsteller. Er gründete die „Rainbow S.p.A.“-Gruppe und ist dort als leitende Führungskraft (CEO) tätig.

## Leben

### Karriere
Noch während des Studiums begann Straffi die Zusammenarbeit mit Mailands führendem Comic-Verleger Sergio Bonelli Editore. So machte er sich über die Grenzen Europas hinaus einen Namen als Cartoonist und erhielt erste Aufträge wichtiger Animationsstudios in Frankreich und Luxemburg. Seinen Durchbruch hatte er im Jahr 1995 mit der Gründung des Filmstudios Rainbow SpA. Als Animationsstudio in die Welt der Unterhaltungsmedien gestartet, produziert das Unternehmen heute auch im Bereich Live-Action für Film und Fernsehen. Neben der Erstellung von Originalinhalten verwaltet der Betrieb Animationsdienste für Dritte, Lizenzierung, Mulitmedia-Vertrieb und Spielzeugproduktion. 
Seinen wahrscheinlich größten Erfolg feiert Straffi mit der Schöpfung des Welt-Hits Winx Club. Von der Produktionsfirma als Evergreen-Marke bezeichnet, erscheinen bis heute zahlreiche Medienveröffentlichungen und Einzelhandelsprodukte.

### Privatleben
Iginio Straffi ist verheiratet mit Joanne Lee, welche (u. a.) als Produzentin und Drehbuchautorin bei der Rainbow S.p.A. mitwirkt. Sie war die Inspiration für Bloom, den Hauptcharakter in Winx Club.

## Filmografie (Auswahl)

### Regisseur
- 1999–2002: Tommy & Oscar (7 Folgen)
- 2002: Prezzemolo
- seit 2004: Winx Club
- 2007: Winx Club – Das Geheimnis des verlorenen Königreichs
- 2009–2012: Huntik: Secrets & Seekers
- 2011: Pop Pixie
- 2011: Die Gladiatoren von Rom
- 2011: Winx Club 3D – Das magische Abenteuer
- 2014: Winx Club – Das Geheimnis des Ozeans
- 2016–2017: Die Welt der Winx
- 2016–2017: Maggie & Bianca Fashion Friends
- 2018: Crazy Block (Fernsehkurzfilm)
- 2021: Summer & Todd – L’allegra fattoria
- 2021: Pinocchio and Friends (Miniserie)
- 2024: Mermaid Magic – Die magische Welt der Meerjungfrauen
- 2025: Winx Club (unbetitelte Reboot-Serie)

### Drehbuch
- 1999–2002: Tommy & Oscar (7 Folgen)
- seit 2004: Winx Club
- 2007: Winx Club – Das Geheimnis des verlorenen Königreichs
- 2009–2012: Huntik: Secrets & Seekers
- 2011: Pop Pixie
- 2011: Die Gladiatoren von Rom
- 2011: Winx Club 3D – Das magische Abenteuer
- 2014: Winx Club – Das Geheimnis des Ozeans
- 2016: Regal Academy – Königliche Akademie
- 2016–2017: Die Welt der Winx
- 2016–2017: Maggie & Bianca Fashion Friends
- 2018: Crazy Block (Fernsehkurzfilm)
- 2018: 44 Cats
- 2019–2021: Club 57 (61 Folgen)
- 2021–2021: Fate: The Winx Saga
- 2024: Mermaid Magic – Die magische Welt der Meerjungfrauen
- 2024: Gormiti: The New Era

### Produktion
- 1999–2002: Tommy & Oscar (7 Folgen)
- seit 2004: Winx Club
- 2007: Winx Club – Das Geheimnis des verlorenen Königreichs
- 2009–2012: Huntik: Secrets & Seekers
- 2011: The Dark Side of the Sun
- 2011: Die Gladiatoren von Rom
- 2011: Winx Club 3D – Das magische Abenteuer
- 2014: Winx Club – Das Geheimnis des Ozeans
- 2014: Mia and Me – Abenteuer in Centopia (28 Folgen)
- 2016–2017: Die Welt der Winx
- 2016–2017: Maggie & Bianca Fashion Friends
- 2018: Crazy Block (Fernsehkurzfilm)
- 2019–2021: Club 57 (61 Folgen)
- 2021: Pinocchio and Friends (Miniserie)
- 2021: A Classic Horror Story
- 2022: Me Contro Te – La Famiglia Reale
- 2022: Mein Name ist Vendeta
- 2024: Cinquanta km all’ora
- 2024: Der Tränenmacher
- 2024: Mermaid Magic – Die magische Welt der Meerjungfrauen
- 2024: Gormiti: The New Era
- 2025: Winx Club (unbetitelte Reboot-Serie)

## Auszeichnungen
| Preisverleihung | Kategorie                           | Resultat | Datum |
| --- | ----------------------------------- | -------- | ----- |
| New Media Prize für die Produktion der besten CD-ROM im Zusammenhang mit der Tommy & Oscar TV-Serie (Children Software Review Avanca Festival, USA) | -                                   | Gewonnen | 1997  |
| Pinocchio Award (Turin Film Festival) | Best Director, TV Series            | Gewonnen | 2005  |
| Animation Industry Hero (Cartoomics Festival, Milan)                                                                                                | -                                   | Gewonnen | 2008  |
| Titel Offizier des Ordens vom Präsidenten der italienischen Republik                                                                                | -                                   | Gewonnen | 2009  |
| Transatlantic Award für herausragende Leistung in den USA (American Chamber of Commerce)                                                            | -                                   | Gewonnen | 2010  |
| Unternehmer des Jahres (Ernst&Young) | -                                   | Gewonnen | 2010  |
| Capital Elite (China Italy Festival, Milan) | Best Italian Creativity Testimonial | Gewonnen | 2012  |
| Carmelo Rocca Prestige (Capri, Hollywood International Film Festival)                                                                               | Best Producer of 2012               | Gewonnen | 2012  |
| Ehrendoktorwürde (Ancona University, Italy) | -                                   | Gewonnen | 2012  |
| Award of Excellence (Los Angeles Italia Film Festival, 85th Oscars)                                                                                 | -                                   | Gewonnen | 2013  |
| Pulcinella Special Award für Errungenschaften in der TV- und Filmindustrie (Cartoons on The Bay, Italy)                                             | -                                   | Gewonnen | 2014  |
| Excellence Award for Kids & Teens Production (Fiction Festival, Rome)                                                                               | -                                   | Gewonnen | 2015  |
| Kids Trendsetter Award (Worldscreen, Tv Kids and Reed Midem, Cannes)                                                                                | -                                   | Gewonnen | 2019  |